# Matigny
Ne doit pas être confondu avec Métigny.
Matigny est une commune française située dans le département de la Somme, en région Hauts-de-France.

## Géographie

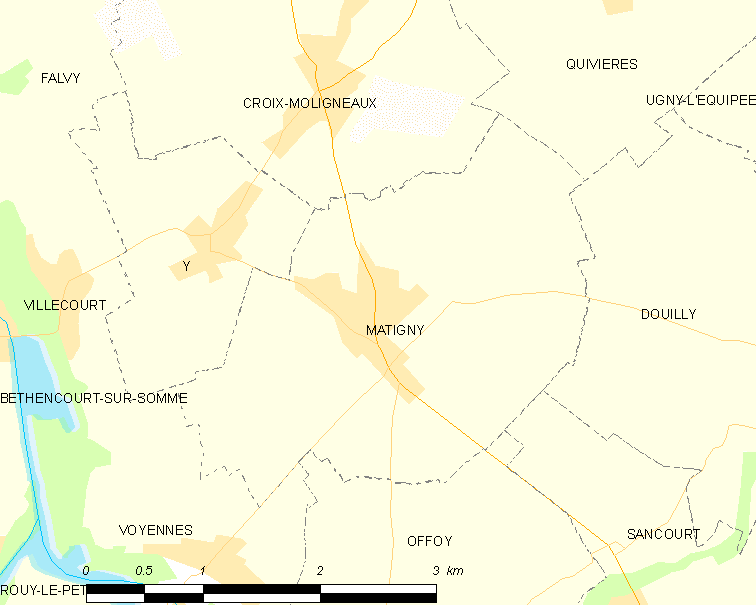
Cliquer sur la carte pour agrandir.

### Localisation
À une quinzaine de kilomètres au sud de Péronne, Matigny se situe à proximité de l'axe Amiens - Roye.
La commune, située sur un plateau surplombant la vallée de la Somme, est traversée par l'ex-route nationale 37 (actuelle RD 937).

#### Communes limitrophes
| Y          | Croix-Moligneaux | Quivières |
| Villecourt | Matigny          | Douilly   |
| Voyennes   | Offoy            | Sancourt  |

### Nature du sol et du sous-sol
Le sol de la commune est argileux sur les deux tiers du territoire communal et siliceux calcaire sur l'autre tiers.

### Relief, paysage, végétation
Le relief de la commune est assez plat, constitué par un plateau.

### Hydrographie
La commune est située dans le bassin Artois-Picardie. Elle n'est drainée par aucun cours d'eau.

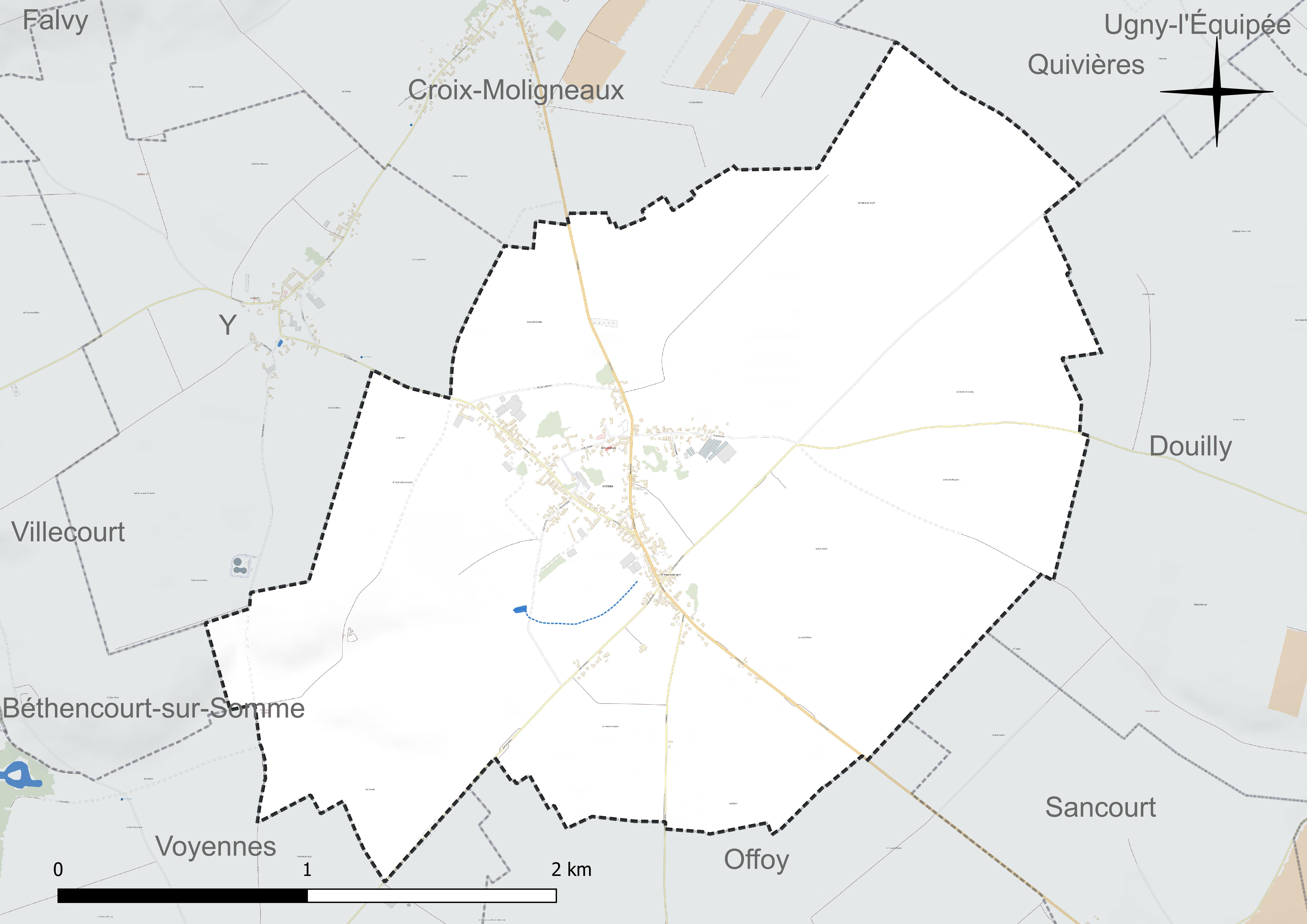
Réseau hydrographique de Matigny.

### Climat
Pour des articles plus généraux, voir Climat des Hauts-de-France et Climat de la Somme.
En 2010, le climat de la commune est de type climat océanique dégradé des plaines du Centre et du Nord, selon une étude du CNRS s'appuyant sur une série de données couvrant la période 1971-2000. En 2020, Météo-France publie une typologie des climats de la France métropolitaine dans laquelle la commune est exposée à un climat océanique et est dans la région climatique Nord-est du bassin Parisien, caractérisée par un ensoleillement médiocre, une pluviométrie moyenne régulièrement répartie au cours de l'année et un hiver froid (3 °C).
Pour la période 1971-2000, la température annuelle moyenne est de 10,4 °C, avec une amplitude thermique annuelle de 14,8 °C. Le cumul annuel moyen de précipitations est de 688 mm, avec 11,1 jours de précipitations en janvier et 8,9 jours en juillet. Pour la période 1991-2020, la température moyenne annuelle observée sur la station météorologique la plus proche, située sur la commune d'Estrées-Mons à 9 km à vol d'oiseau, est de 11,0 °C et le cumul annuel moyen de précipitations est de 647,5 mm,. Pour l'avenir, les paramètres climatiques de la commune estimés pour 2050 selon différents scénarios d'émission de gaz à effet de serre sont consultables sur un site dédié publié par Météo-France en novembre 2022.

## Urbanisme

### Typologie
Au 1er janvier 2024, Matigny est catégorisée commune rurale à habitat dispersé, selon la nouvelle grille communale de densité à sept niveaux définie par l'Insee en 2022.
Elle est située hors unité urbaine. Par ailleurs la commune fait partie de l'aire d'attraction de Ham, dont elle est une commune de la couronne,. Cette aire, qui regroupe 13 communes, est catégorisée dans les aires de moins de 50 000 habitants,.

### Occupation des sols
L'occupation des sols de la commune, telle qu'elle ressort de la base de données européenne d'occupation biophysique des sols Corine Land Cover (CLC), est marquée par l'importance des territoires agricoles (91,5 % en 2018), une proportion sensiblement équivalente à celle de 1990 (91,2 %). La répartition détaillée en 2018 est la suivante : 
terres arables (91,5 %), zones urbanisées (8,5 %). L'évolution de l'occupation des sols de la commune et de ses infrastructures peut être observée sur les différentes représentations cartographiques du territoire : la carte de Cassini (XVIIIe siècle), la carte d'état-major (1820-1866) et les cartes ou photos aériennes de l'IGN pour la période actuelle (1950 à aujourd'hui).

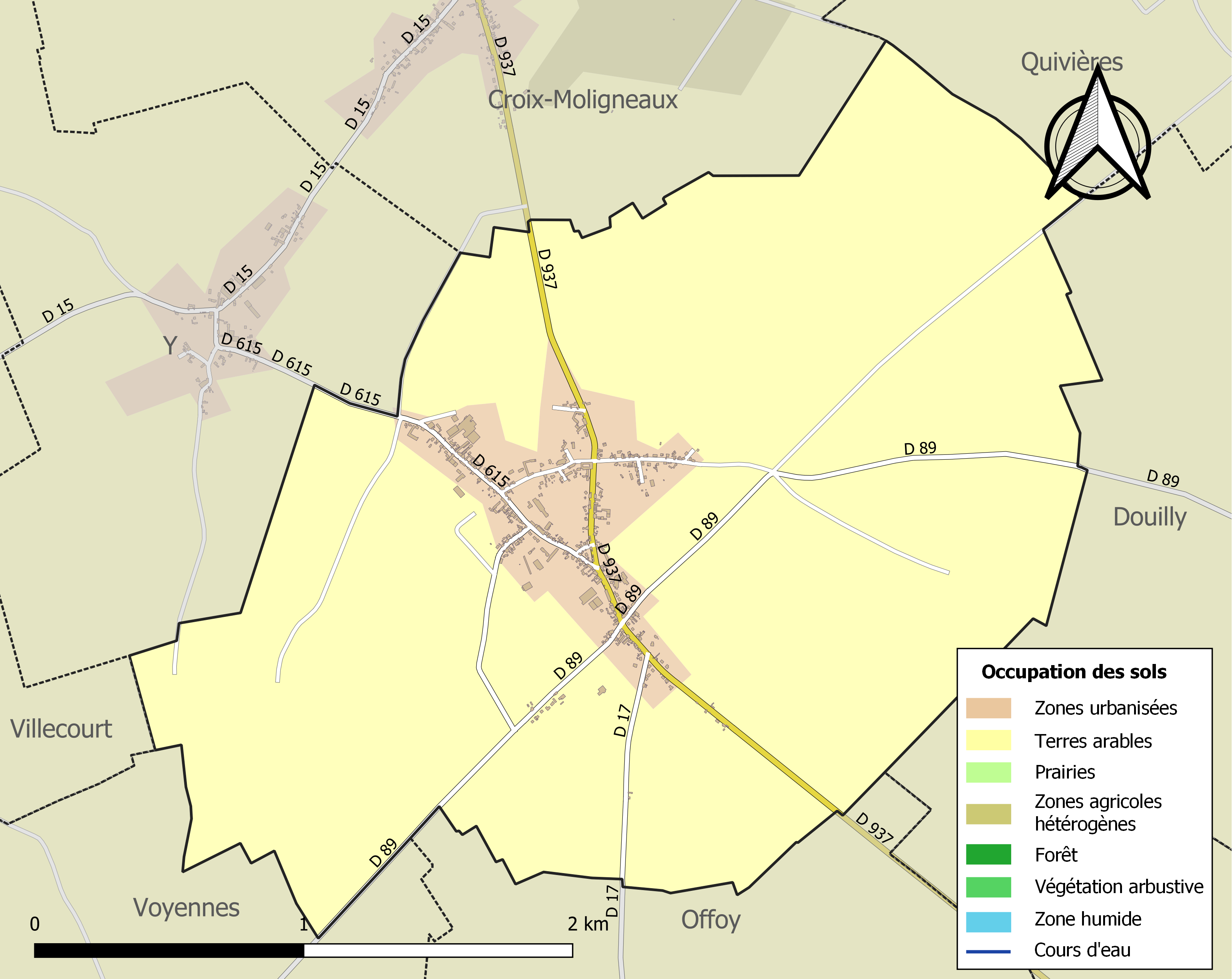
Carte des infrastructures et de l'occupation des sols de la commune en 2018 (CLC).

### Habitat
La commune présente un habitat groupé en son chef-lieu.

### Voies de communication et transports
La localité est desservie par les autocars du réseau inter-urbain Trans'80, Hauts-de-France (ligne no 50, Péronne - Matigny - Ham).

## Toponymie
On trouve plusieurs formes pour désigner Matigny dans les textes anciens : Matheniacum, Matenium, Materniacum, Mategny, Mateny, Mattigny.
Matheniacum XIe siècle.
Le nom Matigny dériverait d'un anthroponyme d'origine germanique, celui du conquérant germain qui s'appropria le lieu au Ve ou au VIe siècle, auquel les indigènes gallo-romains accolèrent le suffixe iacus qui se transforma en « gny ». Ce cas de figure est assez fréquent en Picardie.

## Histoire

### Antiquité
L'archéologie aérienne a montré l'existence d'une villa gallo-romaine sur le territoire de la commune.

### Moyen Âge
L'existence d'un lieu se nommant Matigny ne nous est connu que depuis les années 950, date à laquelle, Raoul Ier, évêque de Noyon, accorda le territoire de Matigny-en-Vermandois qu'il avait acheté à un certain Wascelin, au chapitre cathédral de Noyon. On trouve encore trace de l'existence de Matigny quand l'évêque de Noyon, Hardouin de Croÿ, accorda des autels de Matigny aux chanoines de Noyon.
En 1158, la commanderie des hospitaliers d'Éterpigny possédait des fiefs à Matigny.
Matigny avait donc pour co-seigneurs, le chapitre cathédral de Noyon et un laïc. On relève en 1279, Théophanie de Saint-Quentin, veuve de Roger Le Loup de Matigny et en 1313, Pierre de Matigny, maître queux du futur roi Charles IV.

### Époque moderne
Vers 1580, Jean de Callendre (ou Calandre) était co-seigneur du domaine de Matigny avec le chapitre cathédral de Noyon.
D'après un bail de 1621, la commanderie d'Eterpigny percevait encore une redevance en grain ainsi que la grosse dîme sur 37 journaux de terre labourable situés à Matigny.
Le clocher de l'église fut construit en 1628.

### Époque contemporaine

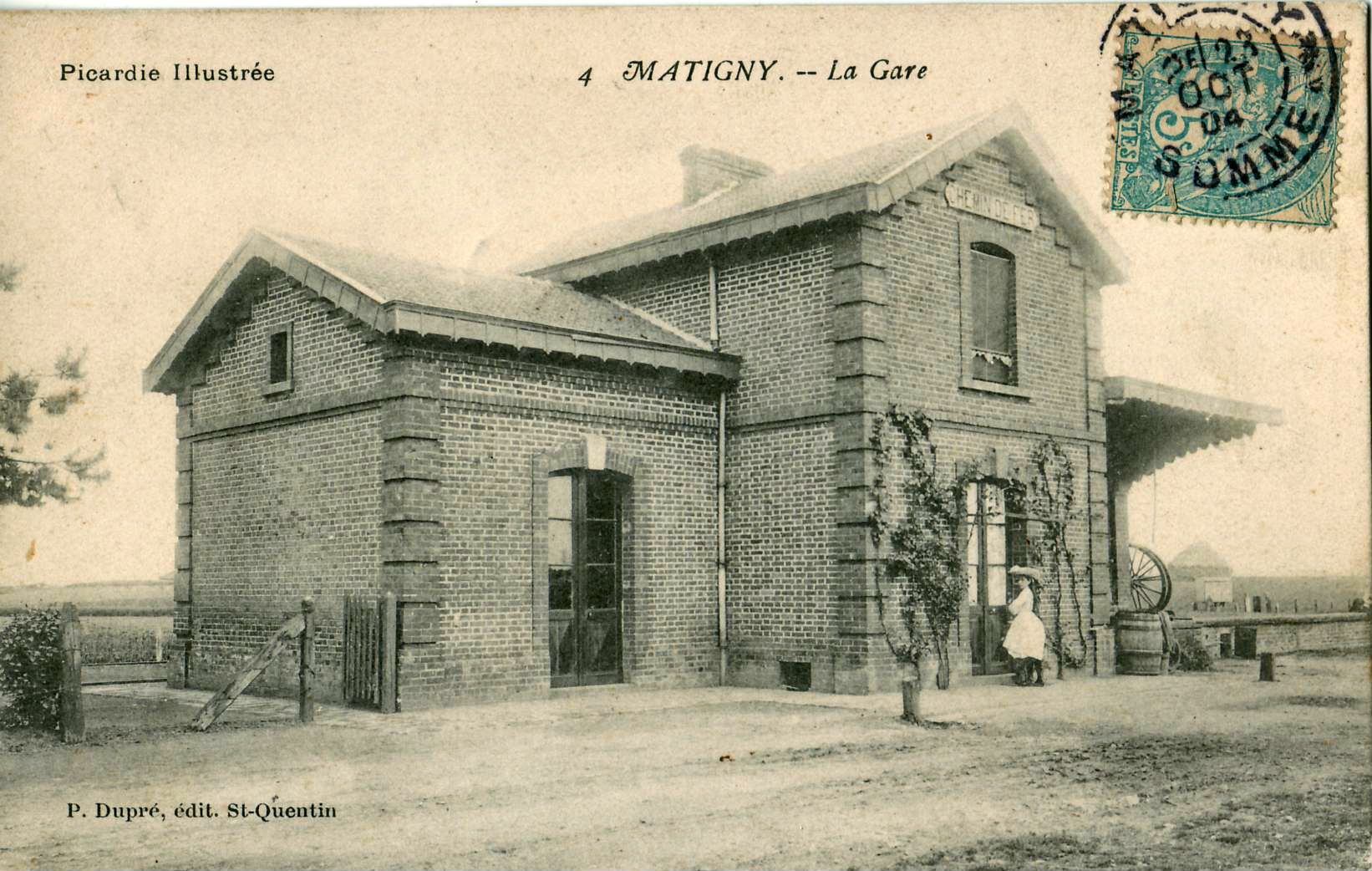
Gare de Matigny.

Le village fut desservi, de 1889 à 1949, par la ligne de chemin de fer secondaire à voie métrique reliant Albert à Ham des Chemins de fer départementaux de la Somme.
Deux fabriques de sucre fonctionnaient dans la commune en 1898,. 
Au début du XXe siècle, la commune était un village rural,,,.
Première Guerre mondiale
La commune est longuement occupée par l'armée allemande, qui détruit de nombreux bâtiments,,. La localité est considérée comme détruite après l'Armistice.
Il a été décoré de la Croix de guerre 1914-1918 le 27 octobre 1920.
Le village est reconstruit durant l'entre-deux-guerres après des premiers travaux dès sa reconquête par les armées alliées,.

## Politique et administration

### Rattachements administratifs et électoraux
La commune se trouve dans l'arrondissement de Péronne du département de la Somme. Pour l'élection des députés, elle fait partie depuis 1958 de la cinquième circonscription de la Somme.
La commune fait partie depuis 1801 du canton de Ham. Dans le cadre du redécoupage cantonal de 2014 en France, ce canton, dont la commune fait toujours partie, est modifié, passant passe de 19 à 67 communes.

### Intercommunalité
La commune faisait partie de la communauté de communes du Pays Hamois, qui succédait au district de Ham, créé en 1960, que Brouchy avait rejoint en 1961.
La loi portant nouvelle organisation territoriale de la République (Loi NOTRe) du 7 août 2015, prévoyant que les établissements publics de coopération intercommunale (EPCI) à fiscalité propre doivent avoir un minimum de 15 000 habitants, le schéma départemental de coopération intercommunale (SDCI) arrêté par le préfet de la Somme le 30 mars 2016 prévoit notamment la fusion des communautés de communes du Pays Hamois et celle du Pays Neslois, afin de constituer une intercommunalité de 42 communes groupant 20 822 habitants, et précise qu'il « s'agit d'un bassin de vie cohérent dans lequel existent déjà des migrations pendulaires entre Ham et Nesle. Ainsi Ham offre des équipements culturels, scolaires et sportifs (médiathèque et auditorium de musique de grande capacité, lycée professionnel, complexe nautique), tandis que Nesle est la commune d'accueil de grandes entreprises de l'agroalimentaire ainsi que de leurs sous-traitants ».
La fusion intervient le 1er janvier 2017 et la nouvelle structure, dont la commune fait désormais partie, prend le nom de communauté de communes de l'Est de la Somme,.

### Liste des maires
| Période                                  | Période                   | Identité                 | Étiquette | Qualité |
| ---------------------------------------- | ------------------------- | ------------------------ | --------- | ------- |
| Les données manquantes sont à compléter. |                           |                          |           |         |
| 1876                                     | 1880                      | Édouard Mauduit          |           |         |
| 1880                                     | 1884                      | Alexandre Henocque       |           |         |
| 1884                                     | 1886                      | M. Dhervilly             |           |         |
| 1886                                     | 1889                      | Édouard Mauduit          |           |         |
| 1889                                     | 1913                      | Alexandre Henocque       |           |         |
| 1913                                     | 1923                      | M. Hénon                 |           |         |
| 1923                                     | 1933                      | Alfred Vélu              |           |         |
| 1933                                     | 1935                      | Anatole Delaude          |           |         |
| 1935                                     | 1963                      | Etienne Lefèvre          |           |         |
| 1963                                     | 1971                      | Léon Cauet               |           |         |
| 1971                                     | 1988                      | Jean Marie Lefèvre       |           |         |
| 1989                                     | 1999                      | Ghislaine Roussel        |           |         |
| Les données manquantes sont à compléter. |                           |                          |           |         |
| mars 2001                                | 2014                      | Michel Griset            |           |         |
| mars 2014                                | mai 2020                  | Jean-Pierre Boucq        |           |         |
| mai 2020                                 | En cours (au 26 mai 2020) | Marie-Elisabeth Cartigny |           |         |

## Population et société

### Démographie
L'évolution du nombre d'habitants est connue à travers les recensements de la population effectués dans la commune depuis 1793. Pour les communes de moins de 10 000 habitants, une enquête de recensement portant sur toute la population est réalisée tous les cinq ans, les populations de référence des années intermédiaires étant quant à elles estimées par interpolation ou extrapolation. Pour la commune, le premier recensement exhaustif entrant dans le cadre du nouveau dispositif a été réalisé en 2008.

En 2022, la commune comptait 499 habitants, en évolution de −0,2 % par rapport à 2016 (Somme : −1,26 %, France hors Mayotte : +2,11 %).
| 1793 | 1800 | 1806 | 1821 | 1831 | 1836 | 1841 | 1846 | 1851 |
| ---- | ---- | ---- | ---- | ---- | ---- | ---- | ---- | ---- |
| 636  | 611  | 612  | 676  | 662  | 706  | 699  | 734  | 764  |

| 1856 | 1861 | 1866 | 1872 | 1876 | 1881 | 1886 | 1891 | 1896 |
| ---- | ---- | ---- | ---- | ---- | ---- | ---- | ---- | ---- |
| 743  | 775  | 836  | 883  | 884  | 902  | 857  | 877  | 930  |

| 1901 | 1906 | 1911 | 1921 | 1926 | 1931 | 1936 | 1946 | 1954 |
| ---- | ---- | ---- | ---- | ---- | ---- | ---- | ---- | ---- |
| 934  | 959  | 930  | 431  | 546  | 547  | 550  | 524  | 529  |

| 1962 | 1968 | 1975 | 1982 | 1990 | 1999 | 2006 | 2008 | 2013 |
| ---- | ---- | ---- | ---- | ---- | ---- | ---- | ---- | ---- |
| 538  | 557  | 538  | 514  | 504  | 511  | 509  | 507  | 519  |

| 2018 | 2022 | - | - | - | - | - | - | - |
| ---- | ---- | - | - | - | - | - | - | - |
| 505  | 499  | - | - | - | - | - | - | - |

### Enseignement
Le syndicat intercommunal scolaire des 9 clochers (SISCO) regroupe en 2018 les élèves de Croix-Moligneaux, Douilly, Matigny, Offoy, Quivières, Sancourt, Ugny-l'Équipée , Voyennes et Y.

## Économie
L'activité dominante de la commune demeure l'agriculture. Le tissu commercial est constitué d'un commerce de proximité[réf. nécessaire].

## Culture locale et patrimoine

### Lieux et monuments
- Église Saint-Éloi[43].Matigny, l'église.

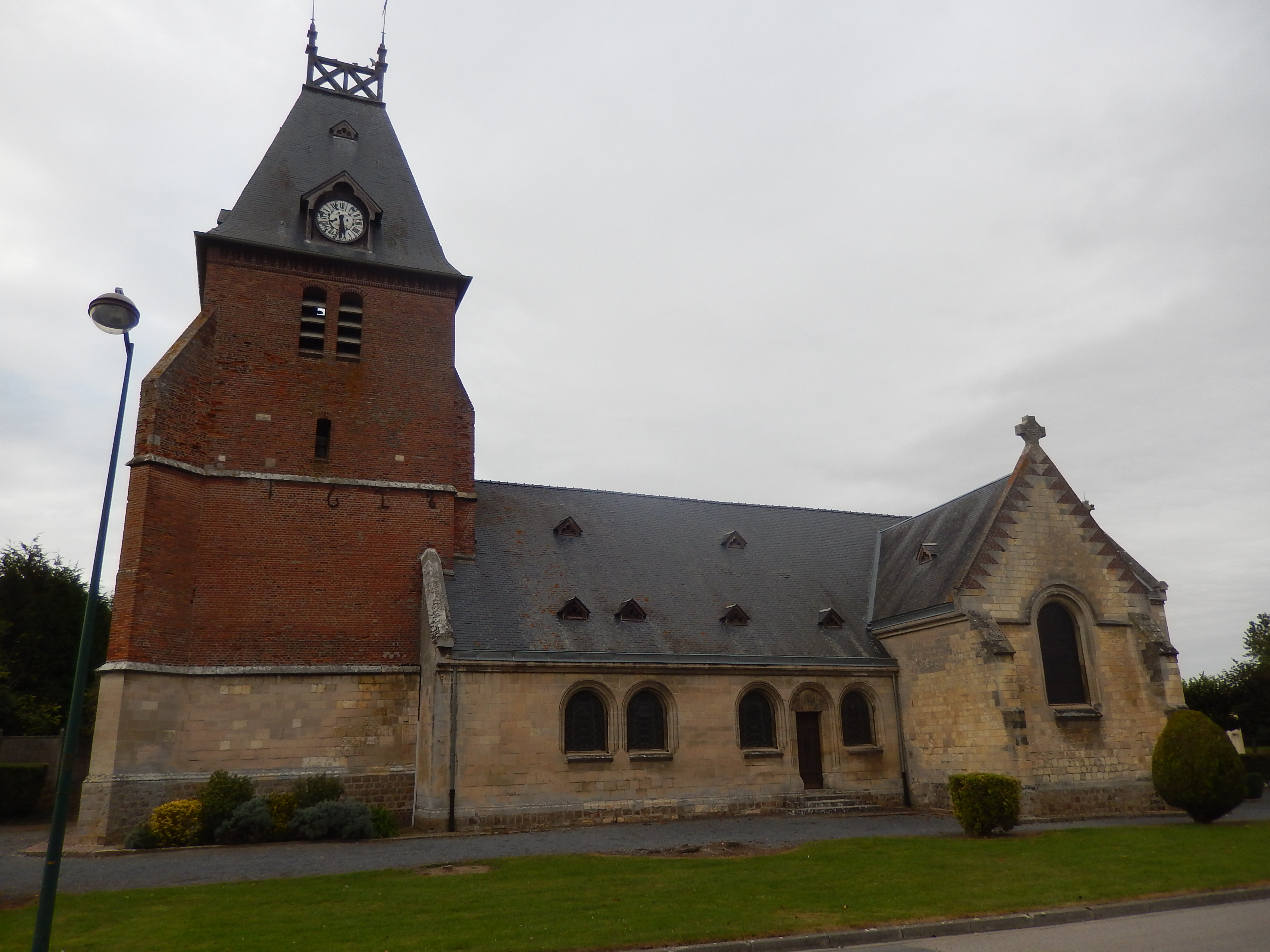
Matigny, l'église.

L'église est reconstruite après les destructions de la Première Guerre mondiale,.

### Héraldique
| Blason de Matigny | Blason  | Parti : au 1er d'argent à la croix pattée alésée de gueules, au 2e de gueules à trois fasces d'argent ; à la vergette d'argent brochant sur la partition. |
| Blason de Matigny | Détails | Le statut officiel du blason reste à déterminer. |